# Референція
Рефере́нція (лат. refero — повідомляю) — поняття, сутність якого полягає в тому, що значенням або компонентом значення вислову (повідомлення) є той предмет (або стан справ), на який цей вираз указує.
Теорію референції було сформульовано у межах логіки та філософії у 50-70-х роках ХХ століття. Серед теорій референції ꟷ думки Дж.-С. Мілля, Г. Фреге, Б. Рассела, Р. Карнапа та інших філософів.
Референція завжди була тісно пов'язана з багатьма філософськими проблемами, зокрема тотожністю і подібністю, індивідуалізацією, існуванням, апріорним та апостеріорним тощо. Семантичні проблеми, насамперед проблеми референції виникали в межах логічного атомізму, логічного позитивізму, лінгвістичної філософії і щоразу вирішували їх по-різному.
У межах лінгвістичної філософії (основи якої заклав Людвіг Вітгенштайн) традиційні проблеми референції було видозмінено, зокрема було підкреслено важливість прагматичних аспектів у теорії найменування, а саму референцію все частіше почали розуміти як характеристику певного мовного виразу, як складник мовленнєвого акту, а не лише як власне процес отримання річчю свого імені.
До концептуального апарату теорії референції належать поняття комунікативної установки мовця, його інтенції, фонду знань співбесідників, комунікативної організації висловлення, відношення до контексту та ін.

## Внески науковців у розвиток теорії референції
Важливий крок у прагматизації теорії референції здійснив американський логік і філософ Леонард Лінський, який пов'язав акт референції з мовцем, поставивши під сумнів зв'язок референції з семантиком тих мовних виразів, які слугують для вказування на предмет мовлення.
Джон Серль розумів акт референції як співвідношення між наміром мовця і впізнаванням цього наміру адресатом. Пізніше Сол Кріпке запропонував розрізняти референцію мовця і семантичну референцію. Перша визначається контекстом і наміром мовця (належить прагматиці), друга — мовною конвенцією (належить системі мови). Водночас уже мовна конвенція у каузативній теорії референції Кріпке певним чином прагматизується, до неї залучається людський чинник. Згідно з цією концепцією референція уможливлюється не тому, що ми знаємо суттєві властивості об'єктів, а завдяки можливості проведення каузального ланцюжка (ланцюжка залежностей) від будь-якого вживання мовного виразу до його першого вживання.
Значний вплив на концептуальний апарат сучасної лінгвістики мали праці відомого американського логіка і філософа Віларда Ван Ормана Квайна. Його дослідження 50-60-х років, описані, зокрема, в праці «Слово і об'єкт», значною мірою вплинули на розвиток лінгвофілософії кінця ХХ ст.
Погляди В. Квайна формувалися під впливом біхевіористської концепції мови Леонарда Блумфілда і біхевіористської психології Б. Скіннера. Вчений був переконаний, що мову слід описувати лише за допомогою термінів спостережень. Для нього значення — це не ідея або ментальна сутність, а те, що проявляється в результаті аналізу конкретної поведінки об'єктів. За Квайном, людина може сприймати об'єкти реальності через їх вплив на перцептивні органи; вивчення стимулів є єдиним джерелом фактів стосовно значення, а результатом (реакцією) стають згода або незгода суб'єкта приймати те або інше речення.
Квйан вважав мову засобом опису реальності лише певною мірою. Його практично не цікавила комунікативна функція мови. Він розглядав мову передусім як засіб кодування вірувань, міфів, згоди або незгоди суб'єктів із стимулами. Визнання реальності та її структури для філософа обмежувалися лише визнанням реальності стимулів, які впливають на органи чуття людини. Це голістична теорія мови, що зводиться до ідеї регламентації реальності мовою і певною мірою співвідноситься з гіпотезою лінгвальної відносності Сепіра-Ворфа та неогумбольдтіанством загалом.
Наприкінці 60-х — на початку 70-х років у межах аналітичної філософії виникло переконання, що повноцінна модель мови жодним чином не можу обмежувантися лише семантичним підходом і що необхідно включити до загальної моделі мови прагматичні аспекти її функціонування. Отже, виникла думка, об'єднати у межах однієї теорії семантичні й прагматичні аспекти мови, тобто підходи Г. Фреге та «пізнього» Вітгенштайна. Вирішити цю проблему спробував британський логік і філософ Майкл Даммітт — послідовник Вітгенштайна та інтерпретатор праць з філософії мови і математики Фреге.
За Даммітом, у межах природних мови будь-який вираз потрібно розглядати в контексті певного мовленнєвого акту, оскільки зв'язок між умовами істинності речення і характером мовленнєвого акта, який здійснюється у випадку висловлення речення, є суттєвим для встановлення значення. Це дало змогу Дамміту говорити про наявність двох частин будь-якого виразу — тієї, що передає смисл і референцію, та тієї, що передає ілокутивну силу його висловлення, тобто задум. Відповідно, теорія значення також повинна складатися із цих двох блоків — теорії референції та теорії ілокуції.